# Tommy Rehn
Per Tommy Rehn, född 27 augusti 1970 i Huddinge församling, är en svensk musiker. Han spelade gitarr i rockgruppen Corroded och har tidigare spelat med Angtoria och Moahni Moahna. Han är även vice VD och projektledare hos Ninetone Records. Rehn har vidare varit aktiv inom Kvartersteatern Sundsvall. 
Rehns far Jan-Eric Rehn spelade på 1960-talet i The Panthers och brodern Chris Rehn är medlem i Takida. Tommy Rehns son är artisten Yohio som medverkade i Melodifestivalen 2013, där han kom 2:a med låten "Heartbreak Hotel".